# The Magnificent Brute
The Magnificent Brute (br O Grande Bruto), anteriormente chamado de A Fool for Blondes, é um filme norte-americano de 1936, do gênero drama, dirigido por John G. Blystone e estrelado por Victor McLaglen e Binnie Barnes.

## Sinopse
Big Steve e Bill, trabalhadores numa fábrica de aço, caem de amores pela vigarista Della. Bill se apropria de uma soma de dinheiro alheio, o que causa desentendimentos entre Big Steve e Della. Quem vai ajeitar as coisas é Blossom Finney, dona de uma pensão.

## Premiações
| Patrocinador                                  | Prêmio | Categoria              | Situação                    |
| --------------------------------------------- | ------ | ---------------------- | --------------------------- |
| Academia de Artes e Ciências Cinematográficas | Oscar  | Melhor Direção de Arte | Indicado[carece de fontes?] |

## Elenco
| Ator/Atriz        | Personagem        |
| ----------------- | ----------------- |
| Victor McLaglen   | Big Steve Andrews |
| Binnie Barnes     | Della Lane        |
| Jean Dixon        | Blossom Finney    |
| William Hall      | Bill Morgan       |
| Henry Armetta     | Buzell            |
| Ann Preston       | Senhora Howard    |
| Bill Burrud       | Pete Finney       |
| Edward Norris     | Hal Howard        |
| Raymond Brown     | Mooney            |
| Selmer Jackson    | Doutor Coleman    |
| Adrian Rosley     | Papapolas         |
| Etta McDaniel     | Lavolia           |
| Zeni Vatori       | Brains            |
| Charles C. Wilson | Murphy            |